# Уваров, Фёдор (повстанец)
Уваров Фёдор (?, Кубань — июль 1919?, возле ст. Знамянки) — военный деятель, украинский повстанец, военный атаман Холодного Яра, штабс-ротмистр российской армии.

## Биография
Согласно мемуарам Сергея Поликши разговаривал на украинском языке с заметным акцентом; боролся за независимое Украинское государство, в состав которого должна была входить Кубань.
Во время восстания Григорьева командовал отрядом, в который входило полторы тысячи человек, бронепоезд, пушки и 24 пулемёта. Освободил от большевистских войск ряд населённых пунктов, в том числе Черкассы и станцию Бобринскую, кроме того, освободил Чигирин от союзного большевикам атамана Свирида Коцуры.
В июне-июле 1919 года командовал объединёными силами Холодного Яра в составе полка Уварова численностью 1000 человек и партизанского отряда Василия Чупаки численностью 400 человек. По данным Сергея Поликши погиб во время боя с большевиками в июле месяце возле станции Знаменки.